# Jack Thompson
John Hadley Pain  (Sídney, 31 de agosto de 1940), conocido artísticamente como Jack Thompson, es un actor australiano de cine y televisión.

## Biografía
Es hijo de Harold Pain, tiene un hermano llamado David Pain. Su padre los abandonó y su madre murió cuando Jack tenía tan sólo cuatro años y Jack fue enviado a vivir con su tía Beverly Dorfman. Su bisabuelo fue el capitán Thomas "Tom" Pain y su tío abuelo fue Alfred Lee, una prominente figura en la sociedad de Sídney que donó el diario de Joseph Banks de la navegación del Capitán Cook a la Biblioteca Mitchell en Sídney.
A los 10 años Jack fue adoptado por John y Pat Thomson, su hermano adoptivo es el crítico de cine Peter Thompson.
Es muy buen amigo del actor australiano Michael Caton y del actor neozelandés Russell Crowe.
El 9 de junio de 1986 fue galardonado con el Miembro de la Orden de Australia "AM" por servicios en la industria del cine.
En 1963 se casó con Dorothy Hall, la pareja tuvo un hijo el actor Patrick Thompson, pero después de cinco años juntos la pareja se divorció en 1968.
Jack mantuvo una relación de quince años con Leona King, la pareja tuvo un hijo Billy Thompson en 1990. Mientras mantenía una relación con Leona, Jack salió al mismo tiempo con Bunkie King la hermana de Leona.
Jack fue propietario del hotel Gearin en Katoomba, Blue Mountains el cual vendió en junio de 2011.

## Carrera
Jack fue el primer hombre es salir semidesnudo en la portada de la revista Cleo.
En 1969 interpretó a Wally durante el episodio "Hagan's Kingdom" de la serie Riptide, ese mismo año apareció nuevamente en la serie como Ted en el episodio "Flight of the Curlew".
En 1970 apareció por primera vez en la serie Homicide donde interpretó a Jack Skinner durante el episodio "The Doll", ese mismo año interpretó a Kevin Ford en "All Correct", dos años después interpretó a Ray Enright en el episodio "Mother Superior" y su última aparición fue en 1974 donde dio vida al detective sargento de la policía Jack Beck.
Ese mismo año apareció en The Rovers donde interpretó a dos personajes distintos: Kenneth Baker en el episodio "Wright's Peak" y a Bill en "A Place of My Own".
El de 8 de agosto de 1971 se unió al elenco principal de la serie Spyforce donde interpretó a Erskine, un plantador de Australia en Nueva Guinea que cuando el ejército Imperial Japonés los invade en 1942 tiene que retirarse de su plantación y comienza a resentir al ejército australiano por no haber protegido adecuadamente su propiedad, hasta el final de la serie el 21 de septiembre de 1973.
En 1972 apareció como invitado en un episodio de la serie Matlock Police donde interpretó a Ron Cook en el episodio "Cook's Endeavour", un año después apareció por segunda vez en la serie ahora interpretando a Robbo durante el episodio "Squaring Off".
En 1973 interpretó a Hammer en el episodio "George" de la serie The Evil Touch, ese mismo año interpretó a Evan en "Scared to Death" y su última aparición fue un año después como Stockman durante el episodio "Kadaitcha Country". Ese mismo año interpretó a John Mitchell en la serie Ryan y a Brian Duncan en "Where Thunder Sleeps".
En 1985 apareció en la película Flesh+Blood donde interpretó al capitán Hawkwood, quien manda a un grupo de mercenarios para recuperar una ciudad y así devolvérsela a su antiguo gobernante, Arnolfini (Fernando Hilbeck).
En 1993 apareció en la película Ruby Cairo donde interpretó a Ed, el administrador de la Fundación Mundial de Alimento.
En 1997 se unió al elenco de la película Midnight in the Garden of Good and Evil donde interpretó a Sonny Seiler, el abogado de Jim Williams (Kevin Spacey), un millonario coleccionista de arte cuyo novio Billy es asesinado.
En 1999 apareció en varios comerciales del australiano Bank of Melbourne.
En el 2002 apareció en la película Star Wars: Episode II - Attack of the Clones donde interpretó a Cliegg Lars, un modesto granjero de buen corazón que se casa con Shmi Skywalker, Cliegg es el padre de Owen Lars y padrastro de Anakin Skywalker.
Ese mismo año se convirtió en miembro honorario de la Sociedad de Directores de Fotografía Australiana (ACS).
En 2005 apareció en el comercial Keep Australia Beautiful Week para la televisión australiana.
En 2008 apareció en la película Australia donde interpretó a Kipling Flynn, un contable alcohólico que goza de un lujoso estilo de vida.
En 2013 apareció en la película El gran Gatsby donde interpretó al doctor Walter Perkins.

## Filmografía

### Películas
| Año  | Título                                     | Personaje            | Notas                                                                                                |
| ---- | ------------------------------------------ | -------------------- | --- |
| 2016 | Justice in a Smoking Gun                   | William Gray         | junto a Julian McMahon y John Jarratt                                                                |
| 2015 | Ruben Guthrie                              | Peter                | junto a Patrick Brammall, Abbey Lee, Harriet Dyer, Brenton Thwaites, Robyn Nevin y Alex Dimitriades  |
| 2014 | Diamonds Down Under                        | Primer ministro      | junto a Nicky Whelan y Casey Bond                                                                    |
| 2013 | Around the Block                           | Mr. O'Donnell        | junto a Christina Ricci, Matt Nable, Damian Walshe-Howling, Daniel Henshall y Andrea Demetriades     |
| 2013 | El gran Gatsby                             | Dr. Walter Perkins   | junto a Leonardo DiCaprio, Joel Edgerton, Tobey Maguire, Steve Bisley, Jason Clarke y Vince Colosimo |
| 2011 | The Telegram Man                           | Bill Williams        | corto - junto a Gary Sweet y Sigrid Thornton                                                         |
| 2010 | Don't Be Afraid of the Dark                | Harris               | junto a Katie Holmes, Guy Pearce, Bailee Madison, Nicholas Bell, Alan Dale y Julia Blake             |
| 2008 | Australia                                  | Kipling Flynn        | junto a Nicole Kidman, Hugh Jackman, Brandon Walters, Essie Davis, David Wenham y Bryan Brown        |
| 2008 | Leatherheads                               | Harvey               | junto a John Krasinski, David de Vries y George Clooney                                              |
| 2008 | Ten Empty                                  | Bobby Thompson       | junto a Geoff Morrell, Brendan Cowell, Andy McPhee y Tom Budge                                       |
| 2007 | December Boys                              | Bandy McAnsh         | junto a Daniel Radcliffe, Teresa Palmer, Sullivan Stapleton y Victoria Hill                          |
| 2007 | The Manual                                 | Profesor Grey        | corto - junto a Susie Porter, Brett Stiller, Steve Le Marquand y Sophie Gregg                        |
| 2007 | Bastard Boys                               | Tony Tully           | junto a Colin Friels, Geoff Morrell, Anthony Hayes, Rhys Muldoon, Dan Wyllie y Justine Clarke        |
| 2006 | The Good German                            | Congresista Breimer  | junto a George Clooney, Cate Blanchett, Tobey Maguire, Beau Bridges y Leland Orser                   |
| 2006 | Tryst Cosmos                               | Cuentista            | corto - junto a Djuarn Adams, Richard Lancaster, Sitarah Muaali Sali y Uli Muaali Sali               |
| 2005 | Feed                                       | Richard              | junto a Alex O'Loughlin, Patrick Thompson, Matthew Le Nevez y David Field                            |
| 2005 | Man-Thing                                  | Frederic Schist      | junto a Matthew Le Nevez, Rachael Taylor, Alex O'Loughlin, Steve Bastoni y Robert Mammone            |
| 2004 | Oyster Farmer                              | Skippy               | junto a Alex O'Loughlin, Jim Norton, Diana Glenn, David Field y Kerry Armstrong                      |
| 2004 | The Assassination of Richard Nixon         | Jack Jones           | junto a Don Cheadle, Naomi Watts, Sean Penn y April Grace                                            |
| 2002 | Star Wars: Episode II-Attack of the Clones | Cliegg Lars          | junto a Ewan McGregor, Natalie Portman y Hayden Christensen                                          |
| 2001 | Original Sin                               | Alan Jordan          | junto a Antonio Banderas, Angelina Jolie, Thomas Jane, Gregory Itzin y Pedro Armendáriz Jr.          |
| 2001 | South Pacific                              | Cpt. George Brackett | junto a Glenn Close, Harry Connick Jr., Rade Serbedzija, Natalie Mendoza y Steve Bastoni             |
| 2001 | Yolngu Boy                                 | Policía              | junto a Sean Mununggurr, John Sebastian Pilakui, Nathan Daniels y Lirrina Mununggurr                 |
| 2001 | My Brother Jack                            | Bernard Brewster     | junto a Matt Day, Simon Lyndon, Claudia Karvan, William McInnes, Angie Milliken y Felix Williamson   |
| 2000 | The Magic Pudding                          | Buncle               | junto a Sam Neill, Hugo Weaving, John Cleese y Geoffrey Rush                                         |
| 1999 | Feeling Sexy                               | Vendedor de Revistas | junto a Susie Porter, Tamblyn Lord y Amanda Muggleton                                                |
| 1997 | Midnight in the Garden of Good and Evil    | Sonny Seiler         | junto a John Cusack, Kevin Spacey, Irma P. Hall, Jude Law y Alison Eastwood                          |
| 1997 | Under the Lighthouse Dancing               | Harry                | junto a Jacqueline McKenzie, Naomi Watts, Zoe Bertram y Natalie Saleeba                              |
| 1997 | Excess Baggage                             | Alexander            | junto a Alicia Silverstone, Benicio Del Toro, Christopher Walken y Harry Connick, Jr.                |
| 1996 | McLeod's Daughters                         | Jack Mcleod          | junto a Tammy MacIntosh, Kris McQuade, Simone Kessell, Robert Mammone y Kym Wilson                   |
| 1996 | Last Dance                                 | Gobernador           | junto a Sharon Stone, Rob Morrow, Randy Quaid y Peter Gallagher                                      |
| 1996 | The Thorn Birds: The Missing Years         | Juez                 | junto a Richard Chamberlain, Amanda Donohoe, Paul Bertram, Michael Caton y James Costas              |
| 1996 | Broken Arrow                               | Jefe de Estado       | junto a John Travolta, Christian Slater, Samantha Mathis, Delroy Lindo y Bob Gunton                  |
| 1995 | Der Flug des Albatros                      | Mike                 | junto a Taungaroa Emile, Julia Brendler y Suzanne von Borsody                                        |
| 1994 | Resistance                                 | Mr. Wilson           | junto a Lorna Lesley, Jennifer Claire, Bob Noble y Allan Penney                                      |
| 1994 | Girl                                       | Victor Martin        | junto a Bruce Alexander, Maurie Annese, Anna Bertolli, Jamie Brindley y Jon Concannon                |
| 1994 | The Sum of Us                              | Harry Mitchell       | junto a Russell Crowe, John Polson, Deborah Kennedy y Rebekah Elmaloglou                             |
| 1993 | Ruby Cairo                                 | Ed                   | junto a Andie MacDowell, Liam Neeson, Viggo Mortensen y Pedro Gonzalez Gonzalez                      |
| 1993 | A Far Off Place                            | John Ricketts        | junto a Reese Witherspoon, Ethan Embry y Robert John Burke                                           |
| 1992 | Wind                                       | Jack Neville         | junto a Matthew Modine, Jennifer Grey, Cliff Robertson y Stellan Skarsgård                           |
| 1992 | Turtle Beach                               | Ralph                | junto a Greta Scacchi, Joan Chen, William McInnes y Art Malik                                        |
| 1990 | After the Shock                            | Bombero              | junto a Jack Scalia, Tuck Milligan, Yaphet Kotto y Paul Ben-Victor                                   |
| 1989 | Trouble in Paradise                        | Jake                 | junto a Raquel Welch, Nicholas Hammond y Anthony Brandon Wong                                        |
| 1989 | The Rainbow Warrior Conspiracy             | Irvine               | junto a Brad Davis, Mary Regan y Germain Houde                                                       |
| 1988 | Beryl Markham: A Shadow on the Sun         | Tom Campbell Black   | junto a Stefanie Powers, Claire Bloom, Peter Bowles, Brian Cox y Niamh Cusack                        |
| 1987 | Ground Zero                                | Trebilcock           | junto a Colin Friels, Kim Gyngell, Donald Pleasence y Natalie Bate                                   |
| 1987 | Kojak: The Price of Justice                | Aubrey Dubose        | junto a Telly Savalas, Kate Nelligan, Pat Hingle y Brian Murray                                      |
| 1987 | The Riddle of the Stinson                  | Bernard O'Reilly     | junto a Helen O'Connor, Kendall Monaghan, Norman Kaye y Richard Roxburgh                             |
| 1986 | The Last Frontier                          | Nick Stenning        | junto a Peter Billingsley, Tony Bonner, Beth Buchanan, Asher Keddie y Judy Morris                    |
| 1986 | Short Circuit                              | Invitado             | junto a Ally Sheedy, Steve Guttenberg, Fisher Stevens y Austin Pendleton                             |
| 1985 | Burke & Wills                              | Robert O'Hara Burke  | junto a Chris Haywood, Nigel Havers, Greta Scacchi y Drew Forsythe                                   |
| 1985 | Flesh+Blood                                | Hawkwood             | junto a Rutger Hauer, Jennifer Jason Leigh, Tom Burlinson, Ronald Lacey y Susan Tyrrell              |
| 1983 | Merry Christmas Mr. Lawrence               | Capt. Hicksley       | junto a David Bowie, Tom Conti, Ryuichi Sakamoto y Beat Takeshi                                      |
| 1983 | It's a Living                              | Pasajero             | junto a Paul Chubb, Deborah Coulls, Gary Dale y Mark Daly                                            |
| 1982 | Bad Blood                                  | Stan Graham          | junto a Carol Burns, Marshall Napier, John Bach y John Banas                                         |
| 1982 | The Letter                                 | Robert Crosbie       | junto a Lee Remick, Ronald Pickup e Ian McShane                                                      |
| 1982 | A Woman Called Golda                       | Ariel                | junto a Ingrid Bergman, Ned Beatty, Franklin Cover y Judy Davis                                      |
| 1982 | The Man from Snowy River                   | Clancy               | junto a Kirk Douglas, Sigrid Thornton, Chris Haywood y Tony Bonner                                   |
| 1982 | A Shifting Dreaming                        | -                    | junto a Ray Barrett, Cul Cullen, Reg Evans, Anthony Hawkins, Gerard Kennedy y Max Gillies            |
| 1980 | The Club                                   | Laurie Holden        | junto a John Howard, Graham Kennedy, Frank Wilson y Harold Hopkins                                   |
| 1980 | The Earthling                              | Ross Daley           | junto a William Holden, Ricky Schroder, Ray Barrett y Cul Cullen                                     |
| 1980 | Breaker Morant                             | Mayor. J.F. Thomas   | junto a Edward Woodward, John Waters, Bryan Brown, Ray Meagher y Chris Haywood                       |
| 1979 | The Journalist                             | Simon Morris         | junto a Elizabeth Alexander, Sam Neill, Penne Hackforth-Jones y Charles 'Bud' Tingwell               |
| 1978 | Because He's My Friend                     | Geoff                | junto a Karen Black, Keir Dullea, Tom Oliver, Ray Meagher y Alan Faulkner                            |
| 1978 | The Chant of Jimmie Blacksmith             | Rev. Neville         | junto a Tommy Lewis, Freddy Reynolds, Robyn Nevin y John Jarratt                                     |
| 1976 | Jeremy and Teapot                          | Narrador             | corto - junto a Bunkie King, Leona King y Patrick Thompson                                           |
| 1796 | Mad Morgan                                 | Det. Manwaring       | junto a Dennis Hopper, David Gulpilil, Frank Thring, Michael Pate y Bill Hunter                      |
| 1976 | Caddie                                     | Ted                  | junto a Helen Morse, Robyn Nevin, Drew Forsythe, Jacki Weaver y Melissa Jaffer                       |
| 1975 | That Lady from Peking                      | Flunky               | junto a Carl Betz, Nancy Kwan, Bobby Rydell y Sid Melton                                             |
| 1975 | Scobie Malone                              | Scobie Malone        | junto a Judy Morris, John Hanlon, James Condon y Cul Cullen                                          |
| 1975 | Sunday Too Far Away                        | Foley                | junto a Max Gillies, Robert Bruning y Jerry Thomas                                                   |
| 1974 | Petersen                                   | Tony Petersen        | junto a Jacki Weaver, Wendy Hughes y Belinda Giblin                                                  |
| 1974 | Marijuana: Possesion and the Law           | -                    | junto a Christopher Cary y James Steiner                                                             |
| 1974 | Human Target                               | Anderson             | junto a Alfred Bell, Pat Bishop, Liz Crossan y Enid Lorimer                                          |
| 1973 | Libido                                     | Ken                  | junto a Max Gillies, Debbie Nankervis y Suzanne Brady                                                |
| 1973 | Linehaul                                   | Dave Morgan          | junto a Peter Gwynne y Keith Lee                                                                     |
| 1971 | Wake in Fright                             | Dick                 | junto a Donald Pleasence, Gary Bond, John Meillon y Chips Rafferty                                   |
| 1970 | Silo 15                                    | Hank O'Donnell       | junto a Owen Weingott                                                                                |
| 1969 | Personnel, or People?                      | -                    | junto a Brendon Lunney, Cliff Neale, Moray Powell y Don Reid                                         |

### Series de televisión
| Año       | Serie                        | Personaje               | Notas                                                           |
| --------- | ---------------------------- | ----------------------- | --------------------------------------------------------------- |
| 2013      | Bonnie and Clyde             | -                       | 2 episodios - miniserie                                         |
| 2013      | Camp                         | Jack Jessup             | episodio "Harvest Moon"                                         |
| 2012      | Rake                         | Juez Beesdon            | episodio "R vs. Fenton"                                         |
| 1995      | A Woman of Independent Means | Sam Garner              | miniserie                                                       |
| 1994      | The Dwelling Place           | Richard                 | episodio # 1.3 - miniserie                                      |
| 1984      | Waterfront                   | Maxey Woodbury          | miniserie                                                       |
| 1975      | Armchair Cinema              | Vic Parkes              | episodio "Tully"                                                |
| 1974      | Homicide                     | Det. Sgt. Jack Beck     | episodio "Time and Tide"                                        |
| 1974      | The Evil Touch               | Stockman                | episodio "Kadaitcha Country"                                    |
| 1973      | Elephant Boy                 | Chuck Ryder             | episodio "Conservation Man"                                     |
| 1971-1973 | Spyforce                     | Erskine                 | 42 episodios                                                    |
| 1973      | Ryan                         | Brian Duncan            | episodio "Where Thunder Sleeps"                                 |
| 1973      | Matlock Police               | Robbo                   | episodio "Squaring Off"                                         |
| 1973      | Boney                        | Red Kelly               | episodio "Boney and the Kelly Gang"                             |
| 1972      | Behind the Legend            | Charles Kingsford-Smith | -                                                               |
| 1972      | Over There                   | Corporal Harry Logan    | episodio "The Lord Sends the Food and the Devil Sends the Cook" |
| 1970      | Division 4                   | Charlie Penn            | episodio "A Trip to the City"                                   |
| 1970      | The Rovers                   | Kenneth Baker           | episodio "Wright's Peak"                                        |
| 1970      | Skippy                       | Stefan Imard            | episodio "High Fashion"                                         |
| 1970      | Woobinda, Animal Doctor      | Lenny                   | episodio "Lenny"                                                |
| 1969      | Riptide                      | Ted                     | episodio "Flight of the Curlew"                                 |
| 1968      | Motel                        | Bill Burke              | 2 episodios                                                     |

- Productor y equipo misceláneo

| Año  | Título           | Notas                   |
| ---- | ---------------- | ----------------------- |
| 2013 | Around the Block | productor ejecutivo     |
| 2008 | Australia        | músico: armónica        |
| 2005 | Feed             | productor ejecutivo     |
| 2000 | Funnyland        | obra - diseñador de luz |

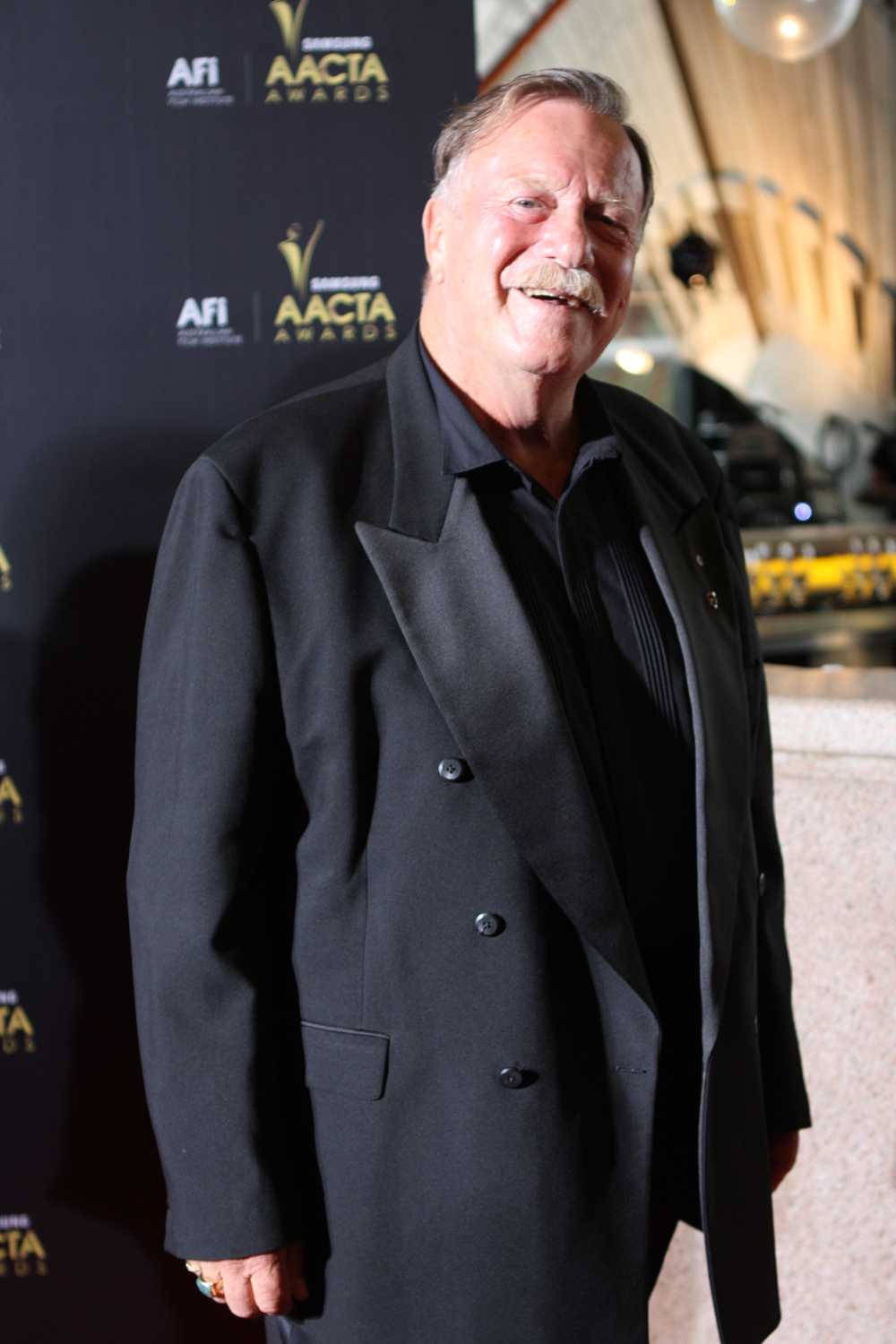
Jack durante la entrega de los premios AACTA en el 2012.

- Narrador, presentador y apariciones

| Año  | Programa                                                 | Notas                    |
| ---- | -------------------------------------------------------- | ------------------------ |
| 2008 | Find My Family                                           | presentador              |
| 2008 | Who Do You Think You Are?                                | episodio "Jack Thompson" |
| 2007 | In the Line of Fire                                      | documental - narrador    |
| 2006 | Whaledreamers                                            | documental - narrador    |
| 2005 | Gallipoli: The Untold Stories                            | documental - narrador    |
| 2005 | Black Soldier Blues                                      | documental - narrador    |
| 2003 | Wild Zebra                                               | obra - narrador          |
| 2003 | Outlawed: The Real Ned Kelly                             | documental - narrador    |
| 2002 | Oztrek                                                   | documental - narrador    |
| 1989 | The Great Wall of Iron                                   | presentador              |
| 1983 | Kakadu                                                   | presentador y narrador   |
| 1982 | Earth First: The Struggle to Save Australia's Rainforest | presentador y narrador   |
| 1980 | Give Trees a Chance: The Story of Terania Creek          | presentador              |
| 1971 | Where Dead Men Lie                                       | comentador               |

- Teatro[7]

| Año  | Obra                          | Personaje | Director (a) | Teatro           | Notas                                           |
| ---- | ----------------------------- | --------- | ------------ | ---------------- | ----------------------------------------------- |
| 2011 | An Evening with Jack Thompson | -         | -            | -                | -                                               |
| 1975 | Sunday too far away           | -         | Ken Hannam   | Festival Theatre | junto a Robert Bruning, Max Cullen y Lisa Peers |

## Premios y nominaciones
| Año  | Categoría                                          | Premio                     | Película/Serie                 | Resultado |
| ---- | -------------------------------------------------- | -------------------------- | ------------------------------ | --------- |
| 2008 | Best Actor                                         | AFI International Award    | Leatherheads                   | Nominado  |
| 2007 | Best Guest or Supporting Actor in Television Drama | AFI Award                  | Bastard Boys                   | Nominado  |
| 2006 | -                                                  | Chauvel Award              | -                              | Ganó      |
| 2005 | Living Legend Award                                | IF Award                   | -                              | Ganó      |
| 1998 | For His Body of Work                               | Special Achievement Award  | -                              | Ganó      |
| 1995 | Best Actor - Male                                  | FCCA Award                 | The Sum of Us                  | Ganó      |
| 1995 | Hall of Fame                                       | Logie Award                | -                              | Ganó      |
| 1994 | -                                                  | Raymond Longford Award     | -                              | Nominado  |
| 1985 | Best Lead Actor                                    | Logie Award                | Waterfront                     | Ganó      |
| 1980 | Best Supporting Actor                              | Cannes Film Festival Award | Breaker' Morant                | Ganó      |
| 1980 | Best Actor in a Lead Role                          | AFI Award                  | Breaker' Morant                | Ganó      |
| 1980 | Best Actor Performance                             | Hoyts Prize Award          | Sunday Too Far Away y Petersen | Ganó      |